# 瀧與翼
瀧與翼（日语：／ Takkī & Tsubasa）是日本的偶像男子音樂組合，由瀧澤秀明和今井翼所組成，於2002年9月11日出道。隸屬於傑尼斯事務所，跟近畿小子一樣直屬強尼·喜多川，唱片由愛貝克思集團旗下品牌的avex trax發行。自2017年9月至2018年9月10日，組合處於暫停活動的狀態。於2018年9月12日晚上，兩位成員透過傑尼斯事務所官方網站宣佈解散。原因是瀧澤秀明會由藝人身份轉至負責後台工作，而今井翼就以調理身體健康為理由而退團及離開傑尼斯事務所。

## 組合成員
| 姓名                            | 生日           | 出身         | 血型 | 備註  |
| ------------------------------- | -------------- | ------------ | ---- | ----- |
| 瀧澤秀明（／ Takizawa Hideaki） | 1982年3月29日  | 日本東京都   | A型  | [ 3 ] |
| 今井翼（／ Imai Tsubasa）       | 1981年10月17日 | 日本神奈川縣 | A型  | [ 3 ] |

## 組合簡歷
作為小傑尼斯的領袖，兩人在正式CD出道之前，就於2002年5月參與了傑尼斯事務所首次海外公演活動。傳聞傑尼斯事務所總裁強尼·喜多川原本計劃由瀧澤秀明單獨出道，但是最終瀧澤秀明與今井翼兩人組隊出道。2002年8月1日，傑尼斯事務所正式公佈了兩人組合的名字“瀧與翼”。2002年9月11日，正式宣佈CD出道。首張專輯《Hatachi》於香港、台灣、新加坡、馬來西亞、泰國和印度尼西亞等國家和地區同步發行。
2003年11月，單曲《夢物語》獲得瀧與翼的首個公信榜單曲周榜第一，這首歌並且成為了一首長期熱門歌曲。
2006年7月到9月，瀧與翼的單曲《Ho！夏天》成為由每日放送製作并在TBS電視台播出的電視劇《重返童年》的主題曲。
2007年8月18日、19日，成為《24小時電視 「愛心救地球」》的主持人。并成為同節目中“校服舞蹈對抗甲子園”環節的特別支持者。次年，他們繼續擔當該環節的嘉賓。
2008年，萬代南夢宮娛樂推出了針對Wii的Family Ski。該廣告邀請瀧與翼拍攝，成為他們的首支組合廣告。
2012年，為了慶祝瀧與翼成立十週年，“瀧與翼10週年紀念 日本列島演唱會（タッキー＆翼10周年記念 日本列島縦断コンサート）”正式舉行。
2014年，“頂級雙珍 瀧與翼2014年巡迴演唱會（Two Tops Treasure Tackey&Tsubasa Tour 2014）”正式舉行。由於今井翼身體出現問題，最終瀧澤秀明一人全程出演到最後完滿結束。
2017年9月3日，在瀧與翼組合即將成立15週年之際，傑尼斯事務所官網刊出消息，宣佈該組合無限期暫停活動。近年來，由於彼此的方向性不一致，在討論了未來的發展之後，決定暫時停止團隊活動。在團隊活動暫停之際，成員會通過各自的活動提升自己的能力。在兩人獲得成長之後或會再回歸組合。在正式暫停團隊活動之前，他們最後出演了音樂特別節目《MUSIC STATION ULTRA FES》。。
2018年12月5日，Johnny事務所官網宣佈「瀧與翼」將參與31日的傑尼斯跨年演唱會。當時今井翼已經是已退社的社員，以前社員的身份參加J家的活動是J家前所未有的特例。2018年12月29日， 朝日電視臺60周年特別節目8時J大同窗會, 今井翼在最後5分鐘以特別嘉賓出演，以「瀧與翼」再度登場，演出《VENUS》及 《愛寶物》兩首名曲。
2018年12月31日，以特例身份出演傑尼斯跨年演唱會2018-2019。在最後9分鐘演唱了《Real Dx》、《Venus》、《夢物語》三首歌曲，全程有直屬後輩Four Tops（山下智久、生田斗真、風間俊介、長谷川純）在背後伴舞，嵐、關8等其他後輩舉扇應援，最後連不在出場名單的堂本光一也出場代表身體不適的堂本剛獻花。台下觀眾Tsubasa應援聲不斷。今井翼也在跨年演唱會的最後的說：「謝謝大家多年來支持《瀧與翼》，雖然從此以後他們將走向不同的人生路，但為了能報答大家會繼續努力。」2019年1月2日，收視公佈，於11:45pm時段以後，收視是歴代最高15.5%。(其他有關節目收視：2018年12月28日中居正広のキンスマスペシャル 14.7%-裡面描述了「瀧與翼」出演2018–2019courtdown之原因，今井翼給前相方瀧澤秀明的信和給中居正廣的信; 8時だJ 13.5%)
2019年1月1日， 《瀧與翼》在Johnny's web成員名單中移除。

## 音樂作品

### 單曲
| 序號 | 發售日         | 單曲名                       | 周榜最高排名 | 收錄專輯                                              |
| ---- | -------------- | ---------------------------- | ------------ | ----------------------------------------------------- |
| 01   | 2003年02月26日 | To be, To be, Ten made To be | 3位          | Twenty Two                                            |
| 02   | 2003年11月12日 | 夢物語                       | 1位          | Twenty Two                                            |
| 03   | 2004年02月11日 | One Day, One Dream           | 1位          | Two You Four You                                      |
| 04   | 2004年11月03日 | 愛想曲                       | 3位          | Two You Four You                                      |
| 05   | 2005年05月04日 | 假面/未來航海                | 1位          | Two You Four You（《假面》） 瀧翼精選（《未来航海》） |
| 06   | 2006年01月18日 | Venus                        | 1位          | Two You Four You                                      |
| 07   | 2006年08月09日 | Ho！夏天                     | 2位          | Two You Four You                                      |
| 08   | 2007年04月18日 | ×～不行～/Crazy Rainbow      | 1位          | 瀧翼精選                                              |
| 09   | 2007年08月08日 | SAMURAI                      | 1位          | 瀧翼精選                                              |
| 10   | 2008年06月04日 | 戀詩－情歌－/PROGRESS        | 2位          | TEN（《戀詩－情歌－》）                               |
| 11   | 2010年11月24日 | 愛如珍寶                     | 1位          | TEN                                                   |
| 12   | 2011年08月31日 | Journey Journey～我的未來～  | 4位          | TEN                                                   |
| 13   | 2011年11月23日 | Heartful Voice               | 6位          | TEN                                                   |
| 14   | 2014年03月19日 | 身旁之星/萬歲愛情            | 2位          | Two Tops Treasure                                     |
| 15   | 2014年08月20日 | 抱夏－Dakinatsu－            | 4位          | Two Tops Treasure                                     |
| 16   | 2015年09月23日 | 山手线内环～爱的迷路～       | 3位          |                                                       |

註：未標註的單曲或雙A單曲中的某首歌曲則表示未被專輯所收錄。

## 廣告
- 萬代南夢宮“南夢宮家庭系列（日语：ファミリーシリーズ）”（2008年1月－）[17]
- 肯德基“優質烤雞肉沙拉”（2012年10月－）[18]
- NaturaPurify Institute（ナチュラピュリファイ研究所）
  - “24h cosme 粉底”（2012年2月－）[19]
  - “24h cosme 精選HD礦物彩妝組”（2013年9月－）
- 2012冰上迪士尼 米奇米妮的英雄與公主 特別支持者（2012年）[20]
- 銀座斯蒂芬妮化妝品（日语：銀座ステファニー化粧品）“胎盤素100”（2014年8月－）[21]

### 腳註
1. ↑  該單曲最早收錄在《畢業～為了明日的告別～》，但這個版本是重新編曲過的；單曲版是被收錄在精選集《瀧翼精選》。
2. ↑  《Ho！夏天》的專輯版收錄于該專輯，單曲版收錄于《瀧翼精選》。

### 出典
1. ↑  . 中國青年網. 人民網日本頻道.   [2017-11-06]. （原始内容存档于2017-11-07）.
2. ↑  . Yahoo!奇摩新聞. 世界日報World Journal.   [2018-09-13]. （原始内容存档于2018-09-13）.
3. 1 2  . 傑尼斯事務所官方網站. 傑尼斯事務所.   [2017-11-06]. （原始内容存档于2017-11-07）.
4. ↑  . 產經體育. 2002-03-29  [2016-11-13]. （原始内容存档于2003年12月11日）.
5. ↑  . 東京中日體育報. 2002-05-20  [2016-11-13]. （原始内容存档于2002年6月6日）.
6. ↑  「タキツバ10周年 ジャニーズ300人集結 (2) （页面存档备份，存于）」 每日體育(2012年9月10日)、2012年9月10日閲覧。
7. 1 2 3  . 體育日本. 2002-08-02  [2016-11-13]. （原始内容存档于2002年8月6日）.
8. 1 2  . TOWER RECORDS ONLINE. 淘兒唱片. 2015-12-02  [2016-01-07]. （原始内容存档于2016-03-04）.
9. ↑  . 體育報知. 2007-05-14  [2016-01-07]. （原始内容存档于2007年9月15日）.
10. ↑  . 體育報知. 2007-06-08  [2016-01-07]. （原始内容存档于2008年5月22日）.
11. ↑  . 日刊體育. 2014-12-14  [2016-01-07]. （原始内容存档于2016-03-04）.
12. 1 2  . ORICON NEWS. オリコン. 2017-09-03  [2017-09-20]. （原始内容存档于2017-09-18）.
13. ↑  . ナタリー.   [2017-09-03]. （原始内容存档于2017-09-03）.
14. ↑  . Modelpress. 2017-09-10  [2017-09-20]. （原始内容存档于2017-09-15）.
15. ↑  . Modelpress. 2017-09-15  [2017-09-20]. （原始内容存档于2017-09-30）.
16. ↑  . ORICON NEWS. オリコン. 2017-09-18  [2017-09-20]. （原始内容存档于2017-09-18）.
17. ↑   (新闻稿). 万代南梦宫娱乐. 2007-12-25  [2014-09-04]. （原始内容存档于2014-09-04）.
18. ↑  . MyNavi News. 2012-10-04  [2014-09-04]. （原始内容存档于2014-09-04）.
19. ↑  . TVfanWeb. 2013-09-11  [2014-09-04]. （原始内容存档于2014-03-17）.
20. ↑  . 體育報知. 2012-05-10  [2014-09-04]. （原始内容存档于2012-05-10）.
21. ↑   (新闻稿). 銀座ステファニー化粧品. 2014-08-20  [2014-09-04]. （原始内容存档于2014-09-04）.

## 外部連結
- 傑尼斯事務所 → 瀧與翼 官方資料站（日語）（英文）（简体中文）（繁體中文）
- 愛貝克思集團 → 瀧與翼 唱片官方站 （页面存档备份，存于）（日語）